# جیائو هوافنگ
جیائو هوافنگ (انگلیسی: Jiao Huafeng؛ زادهٔ ۱ ژانویهٔ ۱۹۸۱) کشتی‌گیر اهل چین بود. وی در بازی‌های المپیک تابستانی ۲۰۰۸ شرکت کرده‌است.